# HuPF
Die HuPF (Abkürzung für „Herstellungs- und Prüfungsbeschreibung für eine universelle Feuerwehrschutzkleidung“) ist eine für die Feuerwehr in Deutschland geltende Ausführungsnorm für Schutzkleidung als Teil der persönlichen Ausrüstung von Feuerwehrangehörigen. Sie legt fest, wie die übergeordnete Anforderungsnorm DIN EN 469 ausgeführt werden soll. Eine Anerkennung nach HuPF ist oftmals die Voraussetzung für die Beschaffung von Schutzbekleidung durch den Träger der Feuerwehr.

## Unterteilung
Die HuPF ist in vier Teile gegliedert:
- Teil 1: Feuerwehrüberjacke (allein tragbar)
- Teil 2: Feuerwehrhosen
- Teil 3: Feuerwehrjacke
- Teil 4a: Feuerwehrüberhose (nur in Verbindung mit einer Hose als Unterkleidung (z. B. nach Teil 2) zu tragen)
- Teil 4b: Feuerwehrüberhose (allein tragbar)

## Warnwestenbefreiung
Aufgrund der Anordnung der Bestreifung auf dem dunkelblauen oder schwarzen Hintergrund einer Schutzjacke gemäß HuPF Teil 1 besagt die Deutsche Gesetzliche Unfallversicherung e.V., dass die Warnwirkung sowohl bei der Version von 1999 als auch bei der von 2006 vergleichbar mit der Wirkung einer Warnweste ist. Dies entbindet Feuerwehrangehörige, die sich im öffentlichen Straßenverkehr befinden, somit von der Pflicht eine Warnweste nach ISO 20471 zu tragen.

## Entwicklung
Die HuPF wurde erstmals im Jahr 1999 durch einen Arbeitskreis der Innenministerkonferenz eingeführt und 2006 für die Teile 1 (Feuerwehrüberjacke) und 4 (Feuerwehrüberhose) neu gefasst. Schutzkleidung nach HuPF (1999) kann aber weiterhin getragen werden.